# جباحیه

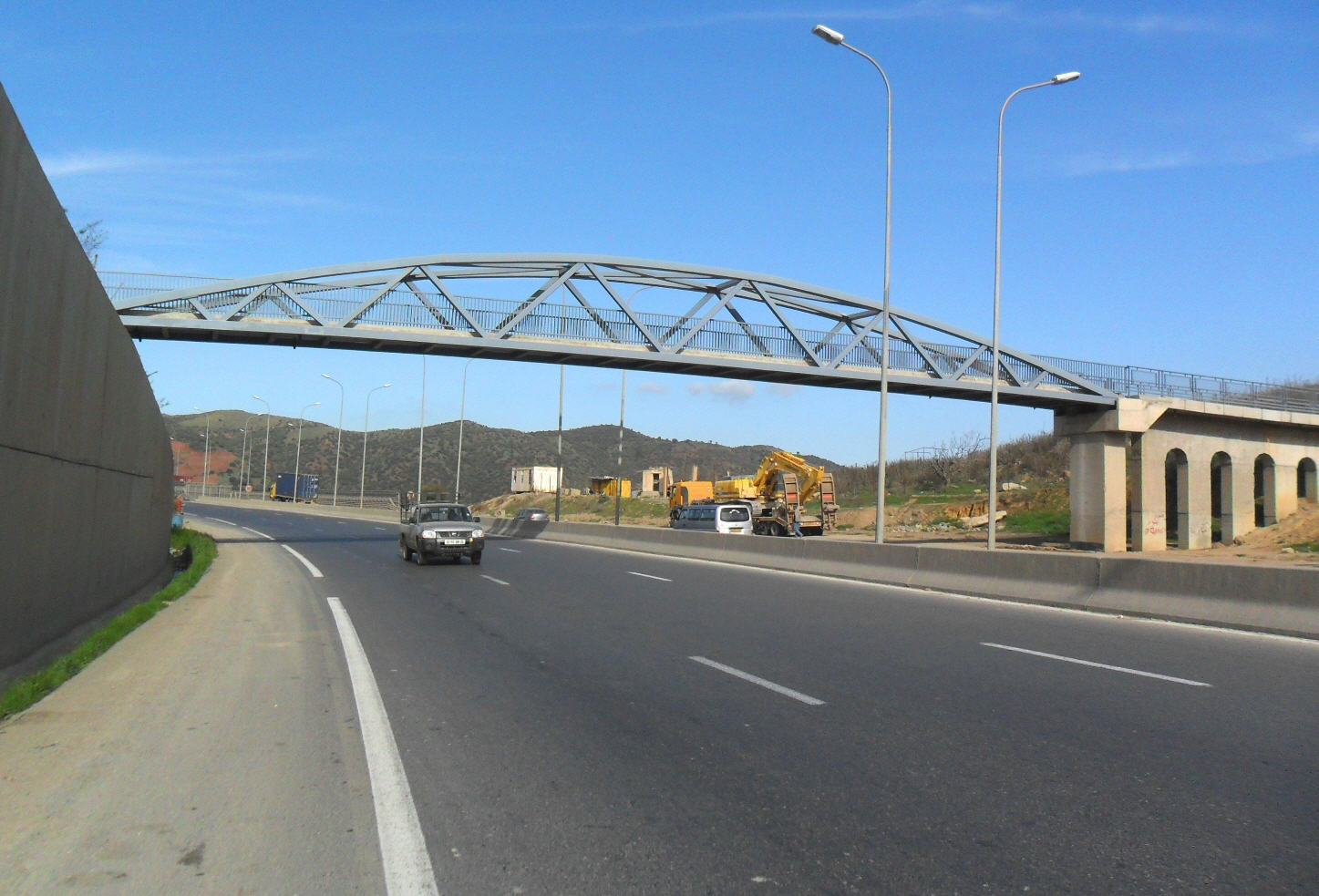
قسمتی از یکی از خیابان های جباحیه

جباحیه (به عربی: الجباحیة) یک شهرداری در الجزایر است که در استان بویره واقع شده‌است. جباحیه ۱۴٬۶۳۰ نفر جمعیت دارد.